# Ophiopogon multiflorus
Ophiopogon multiflorus är en sparrisväxtart som beskrevs av Y.Wan. Ophiopogon multiflorus ingår i släktet Ophiopogon och familjen sparrisväxter. Inga underarter finns listade i Catalogue of Life.